# Ulf von Euler
Ulf Svante von Euler (Stoccolma, 7 febbraio 1905 – Stoccolma, 9 marzo 1983) è stato un medico e farmacologo svedese, premio Nobel per le sue ricerche sui neurotrasmettitori.

## Biografia

### Ambiente familiare
Apparteneva a una famiglia di eminenti scienziati:
- Il padre Hans von Euler-Chelpin era un illustre chimico e ottenne anch'egli il Premio Nobel, per la chimica nel 1929;
- la madre, Astrid Cleve, era professoressa di botanica e geologia, figlia a sua volta dell'illustre chimico Per Teodor Cleve, dell'Università di Uppsala, noto per aver scoperto il Tulio e l'Olmio.

Nel 1958 sposò la contessa Dagmar Cronstedt.

### Studi
Si è laureato in medicina al Istituto Karolinska di Stoccolma dove successivamente ha insegnato. Si è perfezionato con Henry Hallett Dale a Londra nel periodo 1930-1931, poi con Corneille Jean François Heymans a Gand e con Gustav Embden a Francoforte sul Meno.

### Attività accademica
Ha insegnato Farmacologia dal 1939 al 1970 al Karolinska Institutet di Stoccolma, dove si era peraltro laureato nel 1930. Nell'immediato dopoguerra, dal 1948 al 1949, ha lavorato a Buenos Aires con Eduardo Braun-Menéndez nel laboratorio fondato da Bernardo Houssay.
Dal 1953 è stato molto attivo nella commissione del Karolinska Institutet che propone fra l'altro l'assegnazione del Premio Nobel per la medicina, e ha presieduto tale commissione dal 1965.

## Ricerca
Ulf von Euler è noto per le sue ricerche sui neurotrasmettitori. Durante il suo soggiorno inglese nel 1931, in collaborazione con John Gaddum ha isolato la Sostanza P in estratti alcolici di cervello equino e nell'intestino del coniglio,.
Dopo il suo ritorno a Stoccolma ha continuato le sue ricerche sulle sostanze attive, scoprendo le prostaglandine e la vesiglandina (1935), la piperidina (1942) e la noradrenalina (1946). Ha svelato inoltre il cosiddetto Meccanismo di Euler-Liljestrand col quale si garantisce l'ossigenazione sanguigna in condizioni di ipossia.